# Johannes Itten

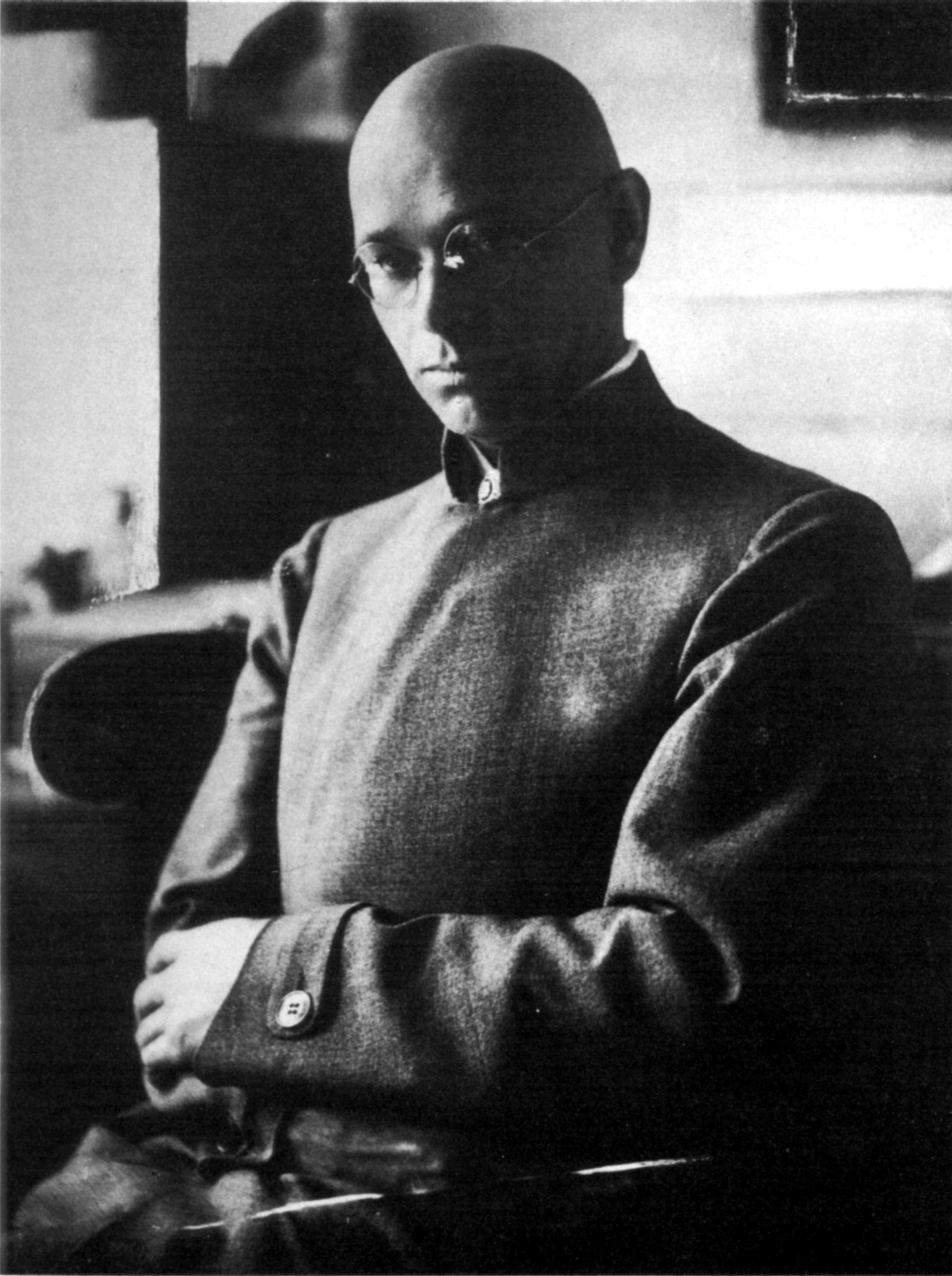
Johannes Itten, aos 30 anos.

Círculo de Cores (Farbkreis) de Johannes Itten (1961)

Johannes Itten (11 de novembro de 1888, Süderen-Linden (Wachseldorn), Suíça - 25 de março de 1967, Zurique) foi um pintor, professor e escritor suíço associado à escola Bauhaus. Em suas pesquisas desenvolveu o disco de cores, que ainda hoje permite descobrir combinações harmoniosas entre cores (os sete contrastes de cor).

## Biografia
Itten nasceu em 1888, na Suíça. Foi professor de escola primária, e teve formação de pintor com Adolf Hoelzel, cujas didáticas de arte e teoria de composição influenciaram seu trabalho. Lecionou arte numa pequena cidade perto de Berna, transferindo–se para Viena para dirigir uma escola de arte. Nesta época foi apresentado a Walter Gropius que o convidou para dar uma palestra sobre os "Ensinamentos dos Mestres Antigos" na sessão inaugural da Bauhaus em 21 de março de 1919, no Teatro Nacional de Weimar. Em outubro do mesmo ano, ocupou a cadeira de professor da Bauhaus até março de 1923, quando pediu demissão.
Itten foi a figura mais importante durante esta primeira fase da Bauhaus tendo influência nas oficinas, na organização e na estruturação de cursos de design.
Sofreu forte influência, principalmente, de Frans Cizek que desenvolvera um sistema de ensino baseado no estímulo da criatividade individual, através da produção de colagens de diferentes texturas e materiais. Sua metodologia era baseada em dois conceitos opostos: intuição e método ou experiência subjetiva e recognição objetiva. Desenvolveu um curso preliminar (Vorkurs), cujo objetivo era "eliminar da mente do aluno todos os preconceitos que eles traziam, fazendo-os recomeçar do zero, como se o aluno tivesse entrado na escola pela primeira vez". O desejo de Itten era o de libertar o poder criativo individual do aluno e dar a ele uma nova compreensão dos materiais e da natureza, familiarizando–os com os princípios básicos, subjacentes a toda atividade criativa nas artes visuais, permitindo que cada aluno trabalhasse em sua habilidade específica.

## Metodologia didática

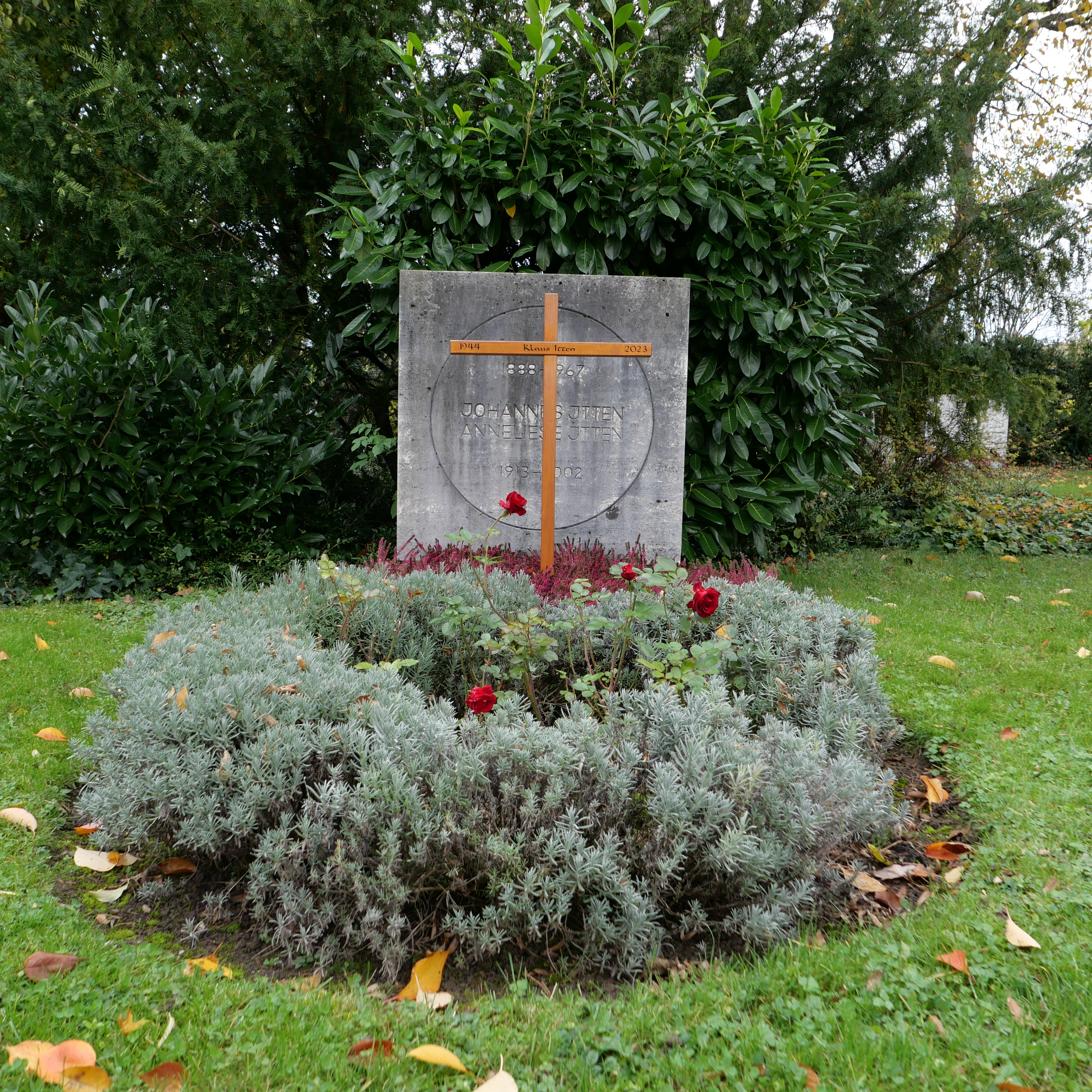
O túmulo de Itten, sua segunda esposa Anneliese, nascida Schlösser (1913-2002) e de um de seus três filhos, Klaus Itten (1944-2023), que foi professor de geografia na Universidade de Zurique, no cemitério de Hönggerberg em Zurique.

Suas aulas eram iniciadas com exercícios de ginástica e respiratórios (influência do masdeísmo), segundo ele isso descontraía e relaxava os estudantes, antes de iniciar a "direção e ordem fluentes". A descoberta do ritmo e depois da composição harmoniosa a partir de ritmos diferentes era um dos freqüentes temas das suas aulas, divididas em três áreas principais: estudos de objetos naturais e materiais, cujo objetivo  era que o aluno viesse a conhecer os características dos materiais e suas possibilidades de trabalho, posteriormente esses estudos eram desenhados, dando enfoque ao contraste do material (como serrilhado/liso, áspero/suave, duro/mole, leve/pesado) e também o contraste de forma e cores.
Sua teoria da forma partia de formas geométricas de círculos, quadrados e triângulos, onde cada uma delas tinha um significado. O círculo era fluente e central, o quadrado calmo e o triângulo diagonal.
Análise dos mestres antigos, essas aulas aconteciam da seguinte forma: a partir de fotografias mostradas por Itten os estudantes deveriam reproduzir um ou outro ponto essencial em movimento, uma linha principal, uma curva, onde tentavam extrair algum elemento básico da composição.
Ao analisar um mestre antigo, o aluno podia escolher entre concentrar-se no ritmo do quadro ou na sua composição, podia elaborar uma análise dos seus contrastes claro-escuro ou das suas cores. O objetivo ao analisar mestres antigos era experimentar e assinalar o acontecimento trágico ilustrado. 
Os desenhos com modelos vivos, nesta etapa do curso eram utilizados modelos femininos (os estudantes posavam vestidos uns para os outros). Tais estudos eram voltados para representações rítmicas, sendo raras as apresentações realistas.
Teve como assistente em suas aulas a professora Gertrud Grunow, com quem tinha muitas idéias afins. Gertrud, por sua vez, trabalhava com a teoria da harmonização, que se baseava na crença de que cada pessoa possuía um equilíbrio universal de cor, música, percepção, forma; equilíbrio que podia ser redescoberto através de exercícios físicos de concentração.
As teorias desenvolvidas por Itten tinham por objetivo o "eu": os estudantes deviam procurar o seu próprio ritmo e desenvolver uma personalidade harmoniosa.